# 海地島鼯
海地島鼯（Nesophontes zamicrus）是一种已灭绝的鼩形亚目动物，是岛鼯属下的一种。它们是海地的特有种。